# Pittosporum viridulum
Pittosporum viridulum är en tvåhjärtbladig växtart som beskrevs av M.P. Nayar, G.S. Giri och Chandrasekaran. Pittosporum viridulum ingår i släktet Pittosporum och familjen Pittosporaceae. Inga underarter finns listade.